# Paratanytarsus parthenogeneticus
Paratanytarsus parthenogeneticus är en tvåvingeart som först beskrevs av Freeman 1961.  Paratanytarsus parthenogeneticus ingår i släktet Paratanytarsus och familjen fjädermyggor. Inga underarter finns listade i Catalogue of Life.